# Vərov
Vərov è un comune dell'Azerbaigian situato nel distretto di Yardımlı. Conta una popolazione di 563 abitanti.